# Brandrussling
Brandrussling (Rhodocybe nitellina) är en svampart som först beskrevs av Elias Fries, och fick sitt nu gällande namn av Rolf Singer 1947. Brandrussling ingår i släktet Rhodocybe och familjen Entolomataceae.  Arten är reproducerande i Sverige. Inga underarter finns listade i Catalogue of Life.